# Robin Becker (Schauspieler)
Robin Becker (* 1. Juni 1990 in Berlin) ist ein deutscher Schauspieler.

## Leben
Robin Becker startete 2001 seine Filmkarriere im Alter von zehn Jahren in dem Film Berlin is in Germany. In den folgenden Jahren spielte er in verschiedenen Fernsehserien kleinere Rollen. Im Kinderfilm Pik & Amadeus – Freunde wider Willen übernahm er 2006 seine erste Titelrolle, 2008 folgte im Film Ein einfacheres Leben (Ett enklare Liv) seine zweite Hauptrolle.

## Filmografie
- 1999: Herzschlag (Fernsehserie)
- 2001: Berlin is in Germany
- 2002: Comedy Kids
- 2003: Abschnitt 40 (Fernsehserie)
- 2003: Das Arbeitstier
- 2003: Die Wachmänner
- 2004: Der letzte Zeuge
- 2004: Stefanie – Eine Frau startet durch (Fernsehserie)
- 2005: Zack! Comedy nach Maß (Fernsehserie)
- 2005: Was heißt hier Oma! (Fernsehfilm)
- 2005: Alarm für Cobra 11 (Fernsehserie)
- 2006: Pik & Amadeus – Freunde wider Willen (Fernsehfilm)
- 2007: Tatort – Unter Uns
- 2007: Großstadtrevier
- 2008: Polizeiruf 110 – Keiner schreit (Fernsehreihe)
- 2008: Ein einfacheres Leben (Ett enklare Liv; Fernsehfilm)
- 2010: SOKO Leipzig